# Holzmodifikation

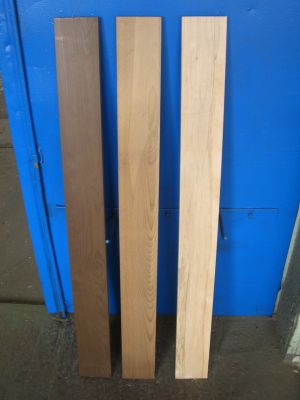
Thermoholz Buche links auf 200 °C erhitzt, in der Mitte auf 190 °C, rechts unbehandelt (Rotkern)

Holzmodifikation, auch Holzmodifizierung im engeren Sinne bezieht sich auf die langfristig wirksame Verbesserung der Dauerhaftigkeit und Dimensionsstabilität von Holz durch chemische und thermische Behandlungsverfahren, die eine kontrollierte chemische Veränderung bestimmter Holzinhaltsstoffe möglichst im gesamten Holzquerschnitt bewirken.
Im weiteren Sinne können auch andere Imprägnierungsverfahren, insbesondere durch Imprägnierharze, zur Holzmodifikation gezählt werden, welche bestimmte Holzeigenschaften deutlich verändern.
In erster Linie soll eine Besiedlung durch holzabbauende Pilze oder Insekten verzögert werden. Im Idealfall kann dann auf biozide Holzschutzmittel vollständig verzichtet werden oder eine Behandlung ist nur noch an den Schnittkanten erforderlich.
Die Behandlung führt auch zur Veränderung anderer Holzeigenschaften, z. B. die Herabsetzung der Ausgleichsfeuchte, eine größere Dimensionsstabilität, eine Erhöhung oder Herabsetzung der Biegefestigkeit sowie die Optik und Abriebfestigkeit der Holzoberfläche.

## Einfluss auf die Holzeigenschaften
Je nach Intensität der Behandlung kann sich die Dichte von furfuryliertem, acetyliertem und kunstharz-getränktem Nadelholz um bis zu 50 % erhöhen.
Die Wasseraufnahme von furfuryliertem, acetyliertem und kunstharz-getränktem Nadelholz kann sich bis auf die Hälfte der natürlichen Aufnahme reduzieren. Die Behandlung mit Wasserglas kann demgegenüber sogar einen negativen (hydrophilen) Einfluss haben, insbesondere wenn sie mit einer thermischen Behandlung kombiniert wird. Indem bei der Holzmodifikation im engeren Sinne eine chemische Veränderung der Zellwände erreicht wird, verändert sich auch das Maß, in dem die Wasseraufnahme einen Einfluss auf die Dimensionsstabilität (Quellen und Schwinden) des Holzes hat.
Das durch die Wasseraufnahme bewirkte Quellverhalten von acetyliertem Holz kann sich bis auf weniger als 20 % des ursprünglichen Wert reduzieren, das von furfuryliertem auf etwa 30 %. Die Quellung von mit Wasserglas sowie thermisch behandeltem Holz kann sich um mehr als 30 % reduzieren. Kunstharz-getränktes Holz zeigt oft nur eine kurzfristige und geringfügige Verbesserung des Quell- und Schwindverhaltens.
Allgemein vergraut die der Witterung ausgesetzte Holzoberfläche, da Lignin und andere Inhaltsstoffe durch Schlagregen ausgewaschen werden, so dass vermehrt helle Zellulosefasern die Färbung der Holzoberfläche bestimmen.
Bereits kleine Variationen der Parameter von einzelnen Behandlungsverfahren können eine deutliche Auswirkung auf Helligkeit und Farbigkeit der bewitterten Holzoberfläche haben, so dass sich nur eine grobe Einschätzung des Einflusses auf das Bewitterungsverhalten treffen lässt.
Acetyliertes Holz vergraut schneller und deutlicher als unbehandeltes Holz, furfuryliertes Holz vergraut jedoch mit Abstand am stärksten. Mit Wasserglas und mit Kunstharz getränktes Holz zeigt je nach Behandlungsverfahren ein sehr unterschiedliches Verhalten.
Die Biegefestigkeit von furfuryliertem und acetyliertem Holz weicht in der Regel nur wenig von unbehandeltem Holz ab. Holz, welches auf über 180 °C erhitzt wird, verliert in der Regel an Festigkeit. Der hohe ph-Wert von Wasserglas führt bei erhöhten Temperaturen zur Hydrolyse der Polysaccharide der Zellwände, wodurch ein Festigkeitsverlust eintritt.

## Thermisch-physikalische Verfahren oder Hitzebehandlungsverfahren

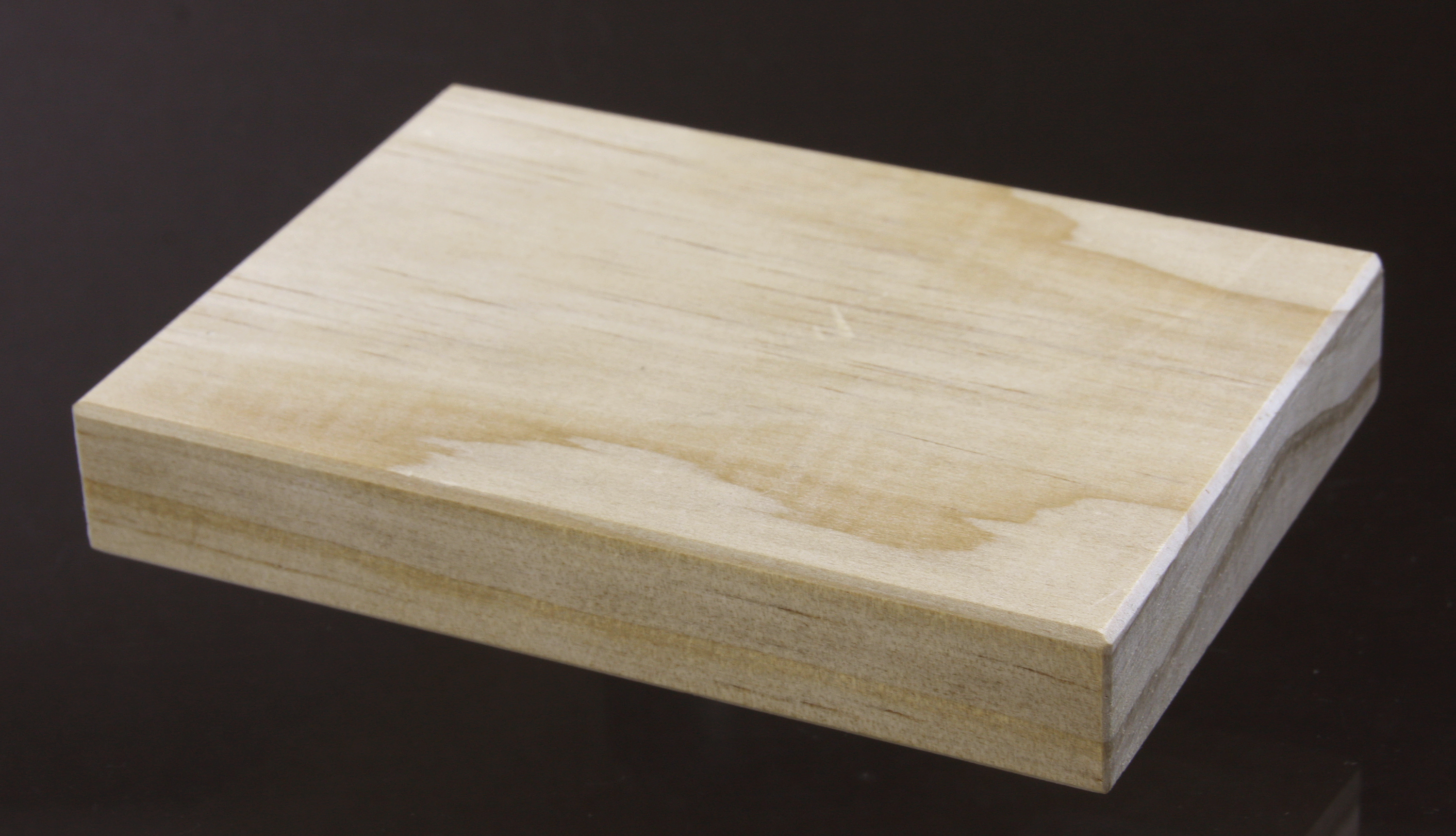
Acetyliertes Holz

Bei Temperaturen über 150 °C kommt es zu hydrolytischen Spaltungen und Kondensationsreaktionen. Durch den teilweisen Abbau von Zellwandkomponenten weist Thermisch modifiziertes Holz (Thermoholz) eine geringere Dichte und Festigkeit auf als unbehandeltes Holz. Die Dauerhaftigkeit des Holzes nimmt in der Regel mit Temperatur und Expositionszeit der Behandlung zu, während die Festigkeit des Holzes abnimmt. Hitzebehandeltes Holz verfärbt sich dunkel. Es wird auch als Thermoholz bezeichnet.

## Tränkung (Imprägnierung)
Nur bei wenigen Holzarten (z. B. Buche) ist eine Eindringtiefe von Flüssigkeiten ins Holz von über einem Millimeter zu erwarten.
Eine relativ gleichmäßige Imprägnierung des gesamten Holzquerschnitts ist der Regel nur durch eine Druckimprägnierung mittels Vakuum oder Überdruck möglich.

### Hydrophobierung mit Ölen, Harzen und Wachsen
Durch die Einlagerung von wasserabstoßenden Stoffen wie Ölen, Harzen oder Wachsen in die Poren des Holzes wird das Eindringen von Feuchtigkeit und ein Befall durch Pilze deutlich verringert. Nichttrocknende Öle werden im Außenbereich mit der Zeit von der Holzoberfläche abgewaschen oder biologisch zersetzt. Widerstandsfähiger ist Standöl oder mit Naturharzen versetztes Öl.
Harze, Öle und insbesondere Wachse werden in der Regel zur Behandlung des Holzes erwärmt, um die Penetration des Holzes zu verbessern.
Mit Heißwachs getränkte deutsche Kiefer erreicht aber eine deutliche erhöhte Dauerhaftigkeit. Auch die Druckfestigkeit des wachsimprägnierten Holzes liegt 20–80 % über der von unbehandelter Kiefer. Die Pilzresistenz des so mit Wachs behandelten Holzes erreicht mindestens die von Eichenkernholz (Dauerhaftigkeitsklasse II nach EN 350 – 2).

### Chemische Holzmodifizierung
Bei der chemischen Modifizierung des Holzes werden entweder Kunstharze oder reaktive Chemikalien wie Formaldehyd oder Furfurylalkohol eingesetzt, die mit den funktionellen Gruppen der Zellulose oder des Lignins reagieren können. Meistens reagieren die Hydroxygruppen der Zellwand, wie bei der Herstellung von acetyliertem Holz, und es kommt zu einer Vernetzung.
Ab 1960 wurden Versuche zur Tränkung von Holz mit Dimethylolethylenharnstoff (DMEU) und ab 1980 mit Dimethyloldihydroxyethylenharnstoff (DMDHEU) unternommen, das in der Textilindustrie als Appretur (Knitterschutz, Schmutzabweisung, Farbstoff-Fixierung) verwendet wird.
Dabei war das Ziel eine Veränderung oder Blockade der in der Zellwand enthaltenen Hydroxylgruppen durch chemische Bindungen.
Die Fixierung der Stoffe kann entweder durch Diffusion von gelösten Stoffen in die Zellwand, die in einem anschließenden Behandlungsschritt unlöslich gemacht werden, oder Polymerisation (Polykondensation) geschehen.
Die resultierende permanente Quellung (Bulking) der Zellwand erhöht die Dimensionsstabilität des Holzes, da sich der Porenraum verringert und zusätzlich die Zellwandporen blockiert werden, wodurch sich auch die diffusive Wasseraufnahme reduziert. Dieser Vorgang wird teilweise als Quellungsvergütung (ASE) bezeichnet.
Die Vernetzung von DMEU und DMDHEU mit den Zellwandpolymeren (Lignin) erhöht die Steifigkeit des Holzes. Die Biegefestigkeit kann sich demgegenüber je nach Prozessparametern (Temperatur) deutlich reduzieren.
Beim von der BASF entwickelten Belmadur-Prozess wird das Holz zunächst mit einer wässrigen DMDHEU-Lösung mithilfe eines Vakuums druckimprägniert. Beim anschließenden Trocknen bei einer Temperatur von über 100 °C vernetzt sich das Imprägniermittel mit Bestandteilen des Holzes.
Auch die Holzbehandlung mit Siliziumverbindungen (Wasserglas) führt zu einer Verringerung der Wasseraufnahme und kann so zu einer besseren Dauerhaftigkeit gegenüber holzabbauenden Pilzen beitragen.
 Stabilisiertes Holz
Auch flüssige Kunstharze (Imprägnierharz) können sich in die Holzzellwand einlagern und dort polymerisieren. Eine solche Art der Imprägnierung wird mit unter anderem Melaminharzen, Phenol-Formaldehyd-Harz (siehe Kunstharzpressholz), Harnstoffharz und Methylmethacrylat durchgeführt.
Der Begriff stabilisiertes Holz wird von manchen Herstellern für Holzwerkstücke verwendet, die mit Kunstharzen getränkt werden, um die mechanischen und chemischen Eigenschaften zu verbessern und die dekorative Wirkung der Maserung zu verstärken.

Ebenso wie zur Tränkung von transparentem Holz wird häufig MMA-Harz verwendet, um die Holzporen per Vakuum- und Druck-Behandlung nahezu vollständig zu füllen.